# 富利特堡-德拉罗卡
富利特堡-德拉罗卡（西班牙語：Castellfullit de la Roca），是西班牙加泰罗尼亚赫罗纳省的一个市镇。总面积0.67平方公里，总人口1025人（2013年），人口密度1530人/平方公里。